# Randolf Peukert

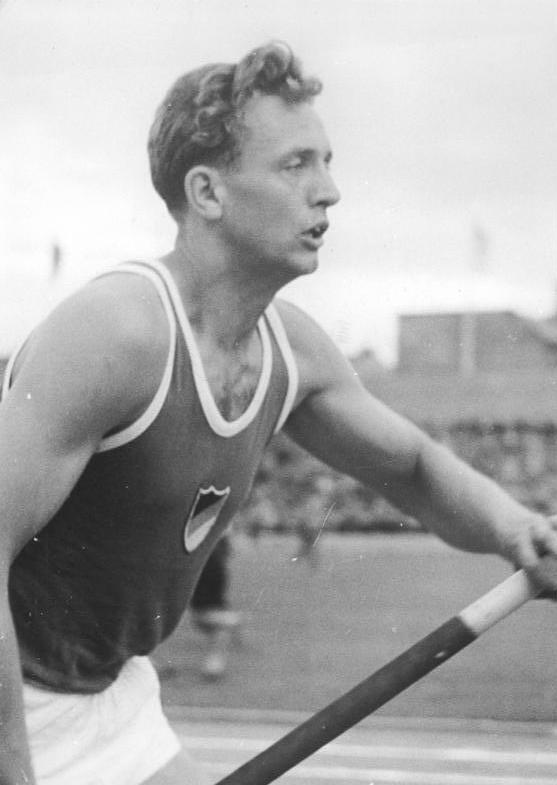
Randolf Peukert am 28. Juli 1955 im Berliner Walter-Ulbricht-Stadion

Randolf Peukert (* 21. März 1929 in Reichenberg, Tschechoslowakei; † 18. Februar 2009 in Halle (Saale)) war ein deutscher Stabhochspringer.
Peukert begann Ende der 1940er Jahre seine sportliche Laufbahn. In der Disziplin Stabhochsprung wurde er in den Jahren 1953 bis 1958 zweimal DDR-Vizemeister und belegte 1957 einen dritten Platz. Außerdem stellte er am 29. Mai 1955 in Erfurt mit 4,28 m einen DDR-Rekord, zugleich gesamtdeutsche Bestleistung, auf. Trainiert wurde Peukert von Karl-Heinz Balzer.
Anfangs arbeitete Peukert in Köthen als Sport- und Geografielehrer, später in Halle als Mitarbeiter des SC Chemie, Mehrkampftrainer, als Gasttrainer im Ausland und als Mitarbeiter des Wissenschaftlichen Zentrums (WZ) des Deutschen Verbandes für Leichtathletik (DVfL) der DDR in Leipzig.
Eine Tochter von Peukerts Schwester ist die Turnerin Maxi Gnauck.